# 1633
1633 (MDCXXXIII) byl rok, který dle gregoriánského kalendáře započal sobotou.

## Události
- 22. června Galileo Galilei odvolal před inkvizičním soudem Koperníkovo heliocentrické učení.

### Probíhající události
- 1568–1648 – Nizozemská revoluce
- 1568–1648 – Osmdesátiletá válka
- 1618–1648 – Třicetiletá válka
- 1632–1634 – Smolenská válka

## Narození

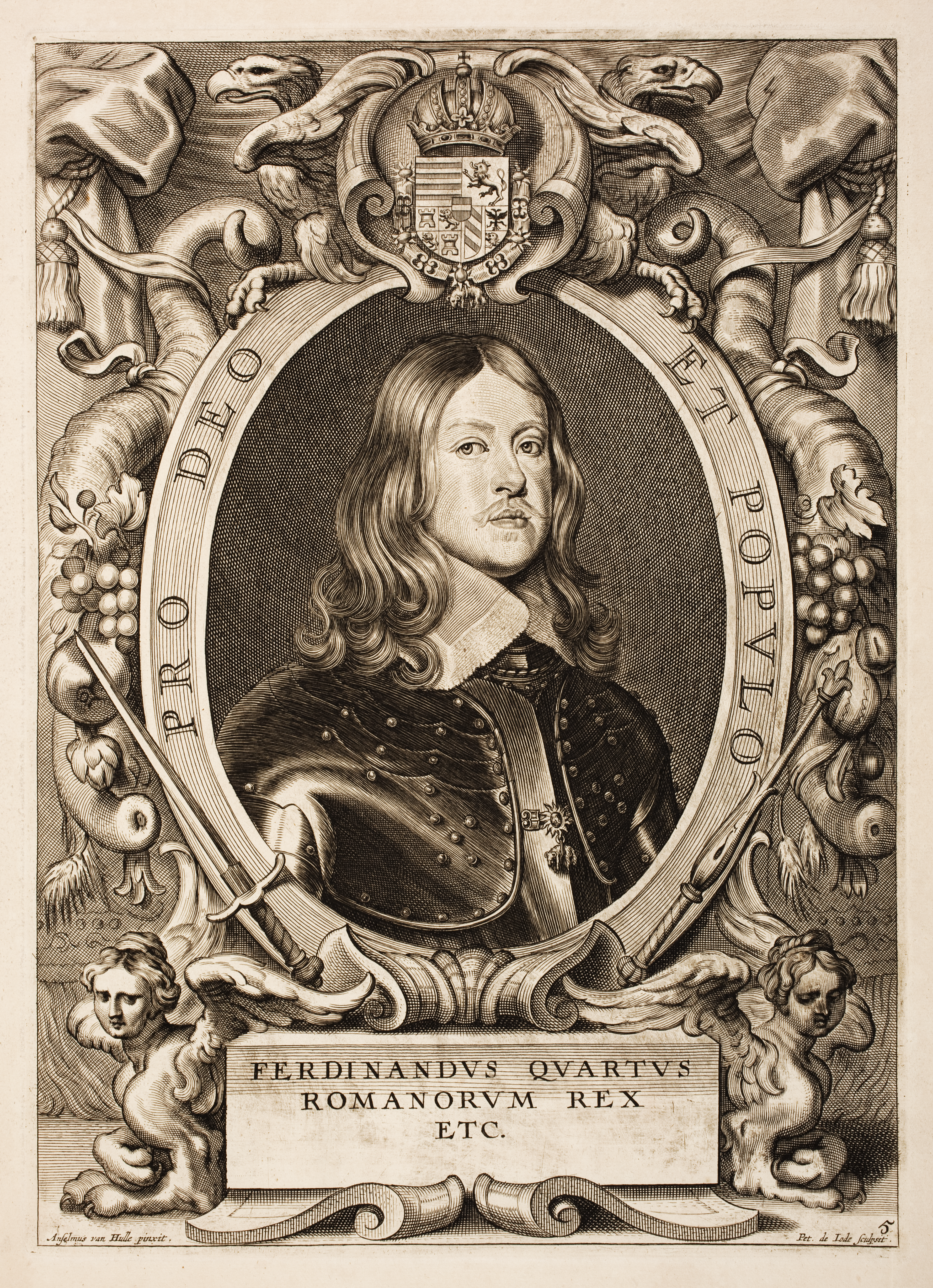
Ferdinand IV. Habsburký (* 8. září)

- Ferdinand IV. Habsburký (* 8. září) 23. února – Samuel Pepys, vysoký úředník anglického námořnictva, politik a diarista († 26. května 1703)
- 26. února – Gustav Adolf Meklenburský, vévoda z Meklenburska-Güstrow († 6. října 1695)
- 17. března – Alessandro Marchetti, italský matematik a spisovatel († 6. září 1714)
- 26. března – Mary Bealeová, anglická portrétistka († 1699)
- 30. března – Miron Costin, moldavský kronikář, politik a básník († prosinec 1691)
- 19. dubna – Willem Drost, nizozemský malíř († 25. února 1659)
- 15. května – Sébastien Le Prestre de Vauban, vojenský stavitel († 30. března 1707)
- 01. června – Geminiano Montanari, italský astronom († 13. října 1687)
- 05. června – pokřtěn Gian Domenico Partenio, italský zpěvák, kněz a hudební skladatel († 18. února 1701)
- 08. června – Juraj IV. Druget, župan Užské župy († 9. října 1661)
- 07. září – Catharina Regina von Greiffenberg, dolnorakouská protestantská barokní básnířka († 10. dubna 1694)
- 08. září – Ferdinand IV. Habsburský, král český a uherský († 9. července 1654)
- 04. října
  - Anton Ulrich Brunšvicko-Wolfenbüttelský, brunšvicko-lüneburský vévoda († 27. březen 1714)
  - Bernardino Ramazzini, italský lékař († 5. listopadu 1714)
- 14. října – Jakub II. Stuart, král Anglie, Skotska a Irska († 16. září 1701)
- 20. října – Martin Sentiváni, slovenský učenec, filozof, polyhistor, profesor na trnavské akademii († 29. března 1705)
- 26. listopadu – Johann Christoph Wagenseil, německý filozof, orientalista, hebraista a právník († 9. října 1705)
- 20. prosince – Abbás II., perský šáh († 25. září 1666)
- 26. prosince – Arnošt z Trautsonu, rakouský římskokatolický duchovní († 7. ledna 1702)
- 27. prosince – Jean de Lamberville, francouzský misionář († 10. února 1714)
- neznámé datum
  - prosinec – Willem van de Velde mladší, nizozemský malíř († 6. dubna 1707)
  - Jacob Huysmans, vlámský portrétista († 1696)
  - Françoise Charlotte de Montalais, francouzská šlechtična († 1718)
  - Arsenije III. Crnojević, pećským arcibiskup a srbský patriarcha († 27. října 1706)
  - Kaya Sultan, osmanská princezna, dcera sultána Murad IV. († 1659)

## Úmrtí

#### Česko
- 08. ledna – Marie Magdalena Trčková z Lípy, šlechtična z rodu Lobkoviců (* 1569)
- 11. ledna – Lucie Otýlie z Hradce, česká šlechtična (* 1. prosince 1582)
- neznámé datum
  - Kryštof Karel Šlik, šlechtic z falknovské linie rodu Šliků (* 1611)

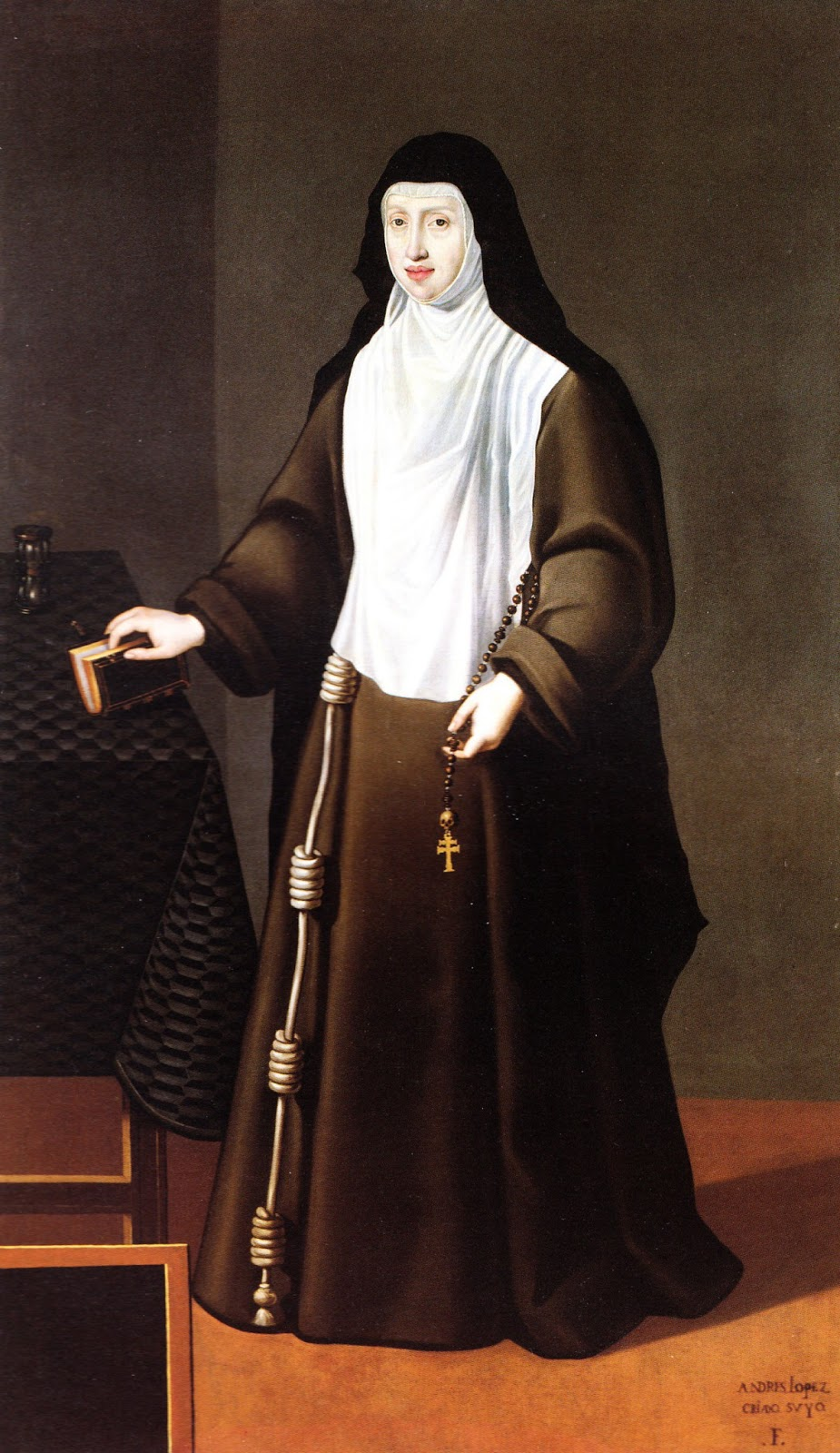
Markéta Habsburská († 5. července)

#### Svět
- 09. února – Catherine Henriette de Balzac d'Entragues, titulární metresa Jindřicha IV. Francouzského (* 1579)
- 01. března – George Herbert, velšský básník (* 3. dubna 1593)
- 04. dubna – Pieter Lastman, nizozemský malíř (* 1583)
- 11. května – Kateřina Klévská, vévodkyně de Guise (* 1548)
- 05. července – Markéta Habsburská, dcera císaře Maxmiliána II. (* 25. ledna 1567)
- 12. srpna – Jacopo Peri, italský zpěvák, varhaník a hudební skladatel
- 02. října – Scipione Caffarelli-Borghese, kardinál státní sekretář, mecenáš umění (* 1. září 1577)
- 07. listopadu – Cornelius Drebbel, nizozemský vynálezce (* 1572)
- 08. listopadu
  - Kristián Brunšvicko-Lüneburský, lüneburský kníže, brunšvicko-lüneburský vévoda (* 9. listopadu 1566)
  - Sü Kuang-čchi, čínský vědec a úředník (* 24. dubna 1562)
- 01. prosince – Isabela Klára Evženie, dcera španělského krále Filipa II. (* 12. srpna 1566)
- neznámé datum
  - únor – Mathurin de Montalais, francouzský šlechtic
  - listopad – Heinrich Holk, německo-dánský vojevůdce žoldnéřů (* 1599)
  - Juan Pablo Bonet, španělský kněz a pedagog, průkopník vzdělávání hluchých osob (* 1573)

## Hlavy států
- Anglie – Karel I. (1625–1649)
- Francie – Ludvík XIII. (1610–1643)
- Habsburská monarchie – Ferdinand II. (1619–1637)
- Osmanská říše – Murad IV. (1623–1640)
- Polsko-litevská unie – Vladislav IV. Vasa (1632–1648)
- Rusko – Michail I. (1613–1645)
- Španělsko – Filip IV. (1621–1665)
- Švédsko – Kristýna I. (1632–1654)
- Papež – Urban VIII. (1623–1644)
- Perská říše – Safí I.